# Rellotge de cucut

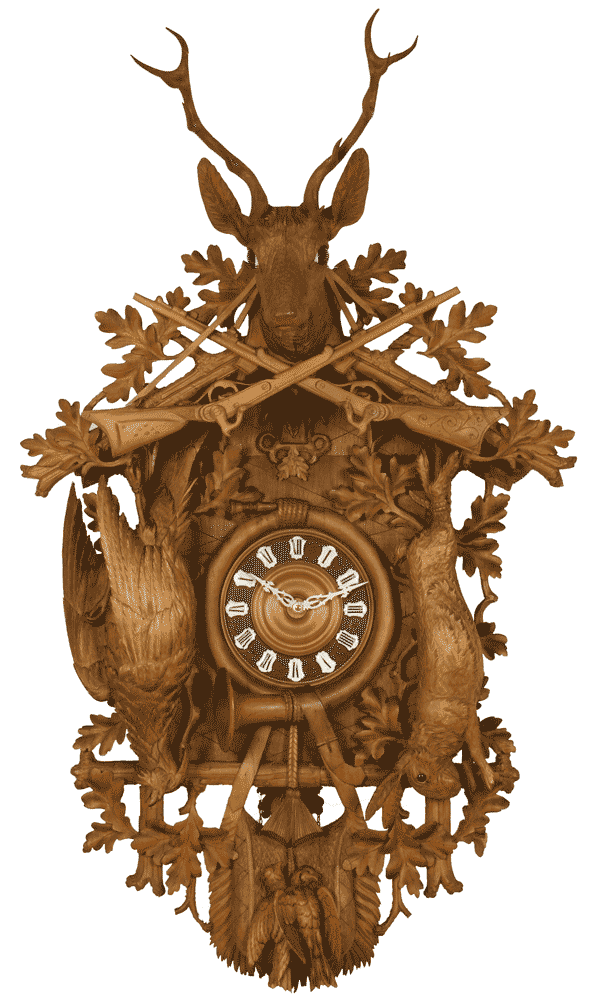
Rellotge de cucut, del tipus Jagdstück, Selva Negra, ca. 1900, Museu Alemany de Rellotges (Deutsches Uhrenmuseum), Inv. 2006-013.

El  rellotge de cucut  és un tipus de rellotge proveït generalment de pèndol i gong, que es caracteritza per tenir una obertura per la qual, cada mitja hora, surt un ocell autòmat que emet un cant, els sons s'assemblen a l'onomatopeia «cucut». El mecanisme per produir aquest so va ser instal·lat en la majoria dels rellotges de cucut al segle xviii i ha estat fins ara gairebé sense modificacions.

## Característiques

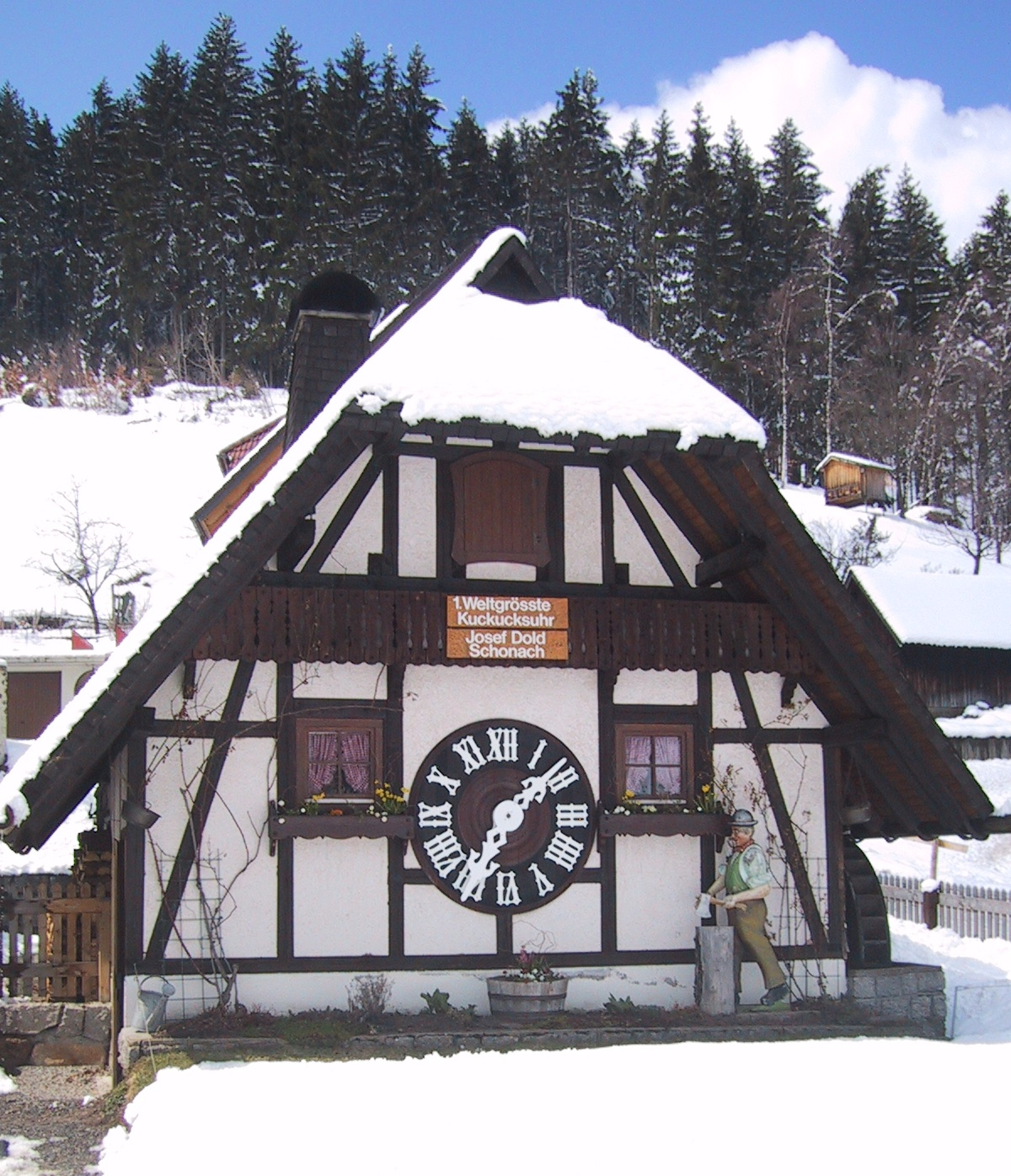
Un dels rellotges de cucut més grans del món amb forma de casa tradicional de la Selva Negra (Schonach).

A Alemanya i Suïssa es fabriquen els tradicionals rellotges cucut on hi ha desenes de petites i mitjanes empreses que elaboren rellotges, o alguns components d'aquest. La majoria d'aquestes empreses artesanals estan situades a la Selva Negra. A Suïssa actualment només hi ha un fabricant, si bé el rellotge de cucut no va ser inventat a Suïssa.
Els rellotges cucut mecànics disposen de dos tipus de maquinària: d'un dia i de vuit dies. En els rellotges equipats amb el primer tipus de maquinària cal pujar les peses de ferro colat-una vegada al dia, en els segons una vegada per setmana. Convé destacar que la majoria dels rellotges de cucut que es fabriquen actualment utilitzen el sistema de pesos, molt pocs funcionen mitjançant corda.
També hi ha rellotges de cucut amb caixa de música suïssa, escoltant una melodia en donar les hores i mitges hores. En general, en els de vuit dies la música sona només en donar les hores i en els d'un dia la melodia s'escolta tant a les hores en punt com a les i mitja.
També es fabriquen rellotges cucut de quars que funcionen mitjançant piles. Tant el cucut com els pesos i manetes són de plàstic i el so de l'au no està produït per les tradicionals manxes i flautes, sinó per un so pregravat del cant real del cucut, que s'emet a les hores en punt i no a les mitjanes. Tampoc té el característic gong o bordó dels rellotges mecànics. Una característica única en aquest tipus de rellotges és que venen equipats amb un sensor de llum, pel qual en fer-se de nit o apagar els llums el cucut deixarà de sonar automàticament.

## Història

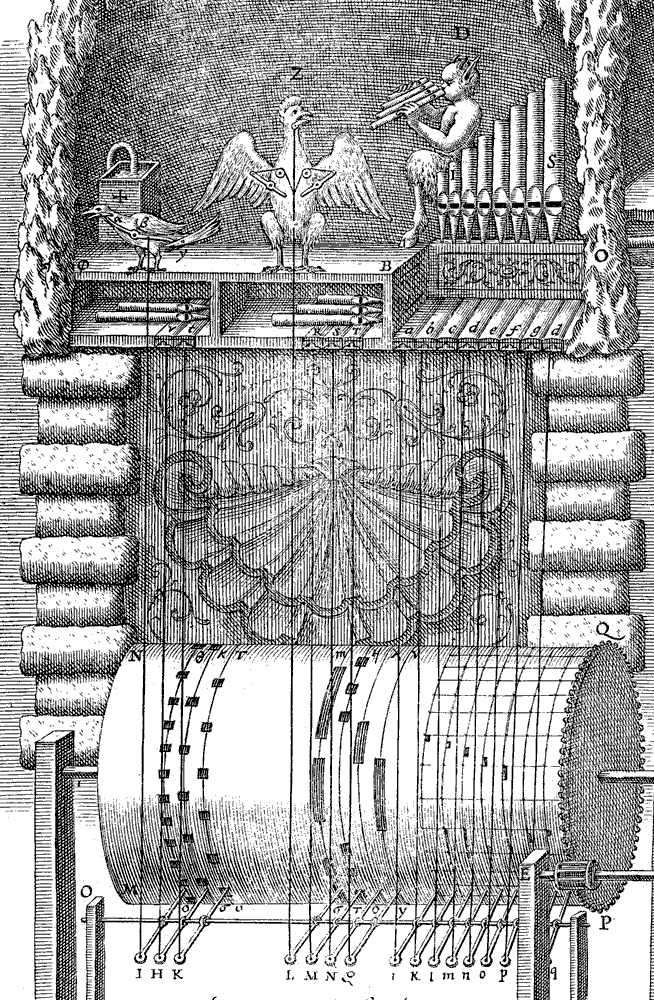
Cucut mecànic, 1650.

### Els primers rellotges de cucut
Ja el 1629, moltes dècades abans que es fessin els primers rellotges a la Selva Negra, un noble de la ciutat d'Augsburg, Philipp Hainhofer (1578-1647), va ser el primer a descriure un rellotge cucut. Aquest rellotge pertanyia al Príncep August de Saxònia.
En un conegut manual sobre música,  Musurgia Universalis  (1650), l'erudit Athanasius Kircher descriu un òrgan musical amb diverses figures autòmats, entre les quals hi havia un cucut mecànic. Cal destacar que aquest llibre conté la primera descripció documentada -en paraules i il·lustracions-de com funciona un cucut mecànic. Cal aclarir que Kircher no va inventar el mecanisme del cucut, ja que aquest llibre, com les seves altres obres, és un recull de dades que va recollir amb l'objectiu de servir de consulta. En el gravat es mostren clarament tots els elements d'un cucut mecànic. L'ocell movia automàticament les ales i el bec, així com la cua. Simultàniament podia escoltar el cant del cucut produït per dos tubs d'orgue afinats a una tercera menor o major.
El 1669 Domenico Martinelli, en el seu manual sobre els principis bàsics del funcionament dels rellotges  Horologi Elementari , suggereix utilitzar el cant del cucut per anunciar les hores. Per tant, per aquesta època ja era conegut el mecanisme per imitar el cant de l'au. Qualsevol mecànic o rellotger que sabés llegir llatí o italià, sabia després de llegir aquests llibres que era bastant fàcil produir el cant del cucut per indicar les hores.
Posteriorment els rellotges de cucut aparèixer en altres regions que no eren conegudes per la seva indústria rellotgera. Unes dècades més tard la gent de la Selva Negra va començar a fer rellotges cucut.

### Els primers rellotges de cucut fets a la Selva Negra
Encara no han estat aclarits els orígens del rellotge cucut: on, quan i qui el va inventar. Els primers rellotges cucut de la Selva Negra van ser elaborats entre 1740 i 1750 en petits tallers que feien la maquinària de fusta. És difícil saber el percentatge de rellotges de cucut fabricats del total de rellotges produïts, però a jutjar pels pocs exemplars que han perdurat, van haver de ser una petita quantitat.
Respecte a la seva procedència hi ha dos relats escrits pels dos primers cronistes de la història rellotgera de la Selva Negra que proporcionen dades contradictòries sobre el seu origen:
El primer és del Pare Franz Steyr, que el 1796 en la seva "Història de la indústria rellotgera de la Selva Negra" ( Geschichte der Schwarzwälder Uhrmacherkunst ) descriu una trobada entre dos venedors de rellotges de Furtwangen (Selva Negra), els quals mentre viatjaven conèixer a un altre comerciant de Bohèmia que venia rellotges de cucut de fusta. Els dos artesans de Furtwangen es van entusiasmar tant en veure que van comprar un. En portar-lo a casa el van imitar i mostrar el resultat a altres comerciants de rellotges de la Selva Negra. La popularitat va créixer per als rellotges de cucut a la regió i cada vegada més artesans van començar a produir-los. Respecte a aquesta crònica, l'historiador Adolf Kistner afirmava en el seu llibre "El rellotge de la Selva Negra" ( Die Schwarzwälder Uhr ), publicat el 1927, que no hi ha cap rellotge cucut fet a Bohèmia que justifiqui la tesi que aquest rellotge servís de model per als de la Selva Negra. Bohèmia no comptava amb una indústria rellotgera important en aquella època.
El segon també està relatat per un altre sacerdot, Markus Fidelis Jack, en un passatge del seu "Descripció de la Indústria i Comerç de la Selva Negra" ( Darstellung aus der Industrie und des Verkehrs aus dem Schwarzwald ), de 1810, que comenta el següent;  "El rellotge de cucut va ser inventat  (el 1730)  per un mestre-rellotger  (Franz Anton Ketterer)  de Schönwalde  (Selva Negra).  Aquest artesà va adornar el rellotge amb un ocell mòbil que anunciava l'hora amb el cant del cucut. El mestre-rellotger va treure la idea de com fer el so del cucut de les manxes d'un òrgan d'església. " Amb el pas del temps la segona versió es va fer més popular i és generalment la que es compta avui. Malauradament ni Steyr ni Jack aporten cap font per confirmar les seves afirmacions, fent inverificable.

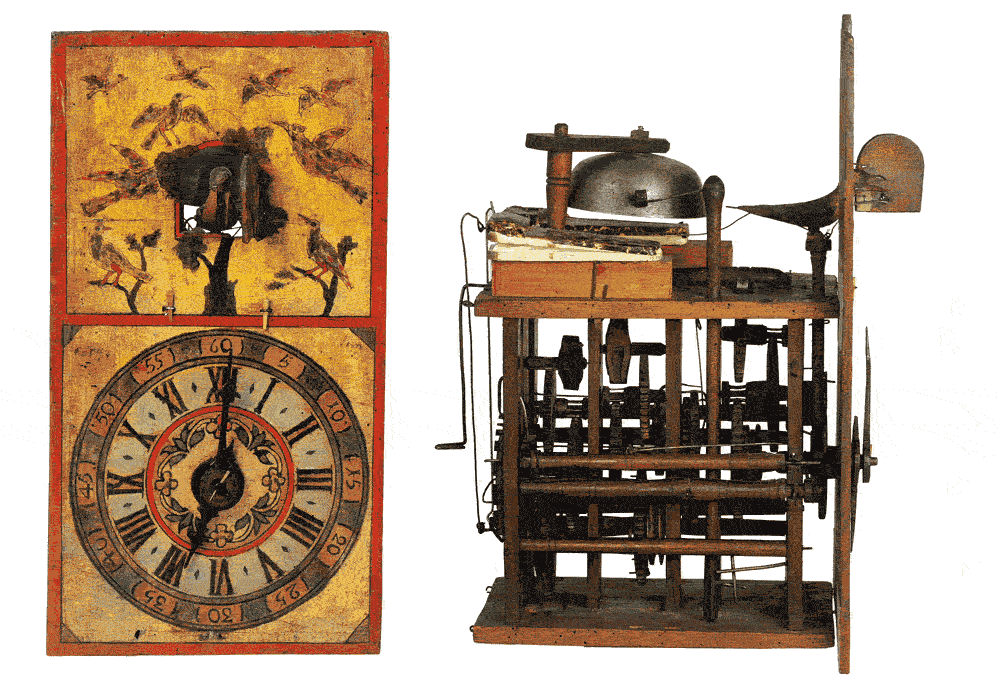
Un dels primers rellotges cucut, Selva Negra, 1760-1780 (Deutsches Uhrenmuseum, Inv. 2003-2002).

D'altra banda, un expert com Schaaf puntualitza que R. Dorer havia ressaltat, ja el 1948, que Franz Anton Ketterer (1734-1806) no va poder haver estat el "inventor" del rellotge cucut el 1730, perquè no havia nascut llavors. En l'actualitat aquesta és l'opinió dels erudits alemanys en matèria de rellotges; n'hi ha prou com a exemple el resum fet per Bender en l'edició més recent (1998) del primer volum del seu treball "Els rellotgers de l'alta Selva Negra i les seves obres" ( Die Uhrenmacher des Hohen Schwarzwald und Ihre Werke ) on puntualitza que el rellotge de cucut no és natiu de la Selva Negra. Així mateix exposa el següent: " No hi ha rastre dels primers rellotges cucut fets per Ketterer" . Aquesta és principalment la conclusió a què han arribat experts com Gerd Bender i Schaaf. L'anàlisi de Schaaf sobre "uns 200 anys" de discussió sobre quan i on es va fabricar el primer rellotge cucut va ser exposat en la seva "Rellotges de la Selva Negra" ( Schwarzwalduhren ) de 1995, facilitant la seva pròpia investigació, la qual el porta als primers rellotges de cucut a la regió de Franconia i Baixa Baviera (Alemanya), en direcció a Bohèmia (Regió de la República Txeca) que, segons apunta, dona credibilitat a la versió de Steyr.
La llegenda que assegura que el rellotge cucut va ser inventat per un rellotger de la Selva Negra (Franz Anton Ketterer) el 1730 és repetida una vegada i una altra, però no és certa. El rellotge de cucut és molt més antic que la indústria rellotgera de la Selva Negra. Ja el 1650 l'au amb el seu inconfusible cant formava part dels llibres de consulta de l'època. Va haver de passar gairebé un segle perquè el rellotge de cucut comencés a fabricar a la Selva Negra, on ha estat fins a l'actualitat com un dels seus productes més venuts.
Si bé la idea de posar un cabàs autòmat en un rellotge no es va originar a la Selva Negra, cal remarcar que el rellotge cucut, tal com el coneixem avui, prové d'aquesta regió localitzada al sud-oest d'Alemanya, la tradició en la fabricació de rellotges es va iniciar a finals del segle xvii. En efecte, han estat la gent i artesans de la Selva Negra que van crear aquesta indústria artesanal, van desenvolupar nous dissenys i perfeccionar la seva maquinària, que en un principi es feia de fusta, però a mesura que avançava el segle xix, primer algunes peces, i tot el bastidor després, es construïen i construeixen de llautó (un aliatge de coure i zinc). Encara avui continuen innovant amb nous dissenys, combinant altres i aplicant millores tècniques que han fet del rellotge cucut una petita obra d'art apreciada a tot el món. La història del rellotge de cucut va lligada amb la Selva Negra.
Encara que el mecanisme del cucut ha estat bàsicament inalterat, la seva aparença ha canviat a mesura que el disseny i les maquinàries dels rellotges evolucionaven a la Selva Negra. Al principi molts rellotges cucut es feien en l'estil típic de la Selva Negra, el qual presenta un panell de fusta quadrat i semicircular a la part superior, on estava situada la porta per la qual sortia l'ocell. Generalment, es decoraven amb flors i altres elements pintats a mà. Aquest estil va ser el predominant entre finals del segle xviii i la primera meitat del XIX. Aquests rellotges són coneguts pel nom de  Schilduhr -literalment rellotge-escut, placa.
Cap a mitjans del segle xix i fins a la dècada del 1870, també es van fer rellotges de cucut en el tipus de rellotge de la Selva Negra conegut com a  Rahmenuhr  (rellotge emmarcat). Aquests escassos rellotges de cucut es caracteritzaven per tenir un marc proveït d'una pintura, litografia o serigrafia, representant-generalment escenes i paisatges propis de la Selva Negra pintats sobre fusta o una làmina de metall. Altres temes van ser la caça, l'amor, la família, el naixement, la mort, la mitologia, escenes militars i escenes religioses cristianes. En general, la pintura estava protegida per un vidre i alguns models presentaven una persona o animal amb ulls que es movien d'un costat a un altre, i accionats per un senzill mecanisme mogut mitjançant l'oscil·lació del pèndol. Si bé la majoria d'aquests rellotges eren de paret, també hi va haver alguns de sobretaula. L'au participava normalment en l'escena representada a la pintura.
Durant l'època victoriana fins als anys 20 i en funció dels gustos decoratius imperants en cada moment, quan els burgesos van començar a comprar rellotges amb caixes d'estil gòtic, renaixentista, barroc, neoclàssic, Biedermeier (alguns models també incloïen la pintura d'una persona o animal amb ulls que es movien d'un costat a un altre), modernista, etc., així mateix van començar a fer-se rellotges de cucut basats en els esmentats estils. Aquesta classe de rellotges de cucut de la Selva Negra, basats tant en estils arquitectònics com en estils decoratius per a interior, podien ser de sobretaula o de paret i són molts més rars que els de l'estil  Bahnhäusle  i els seus derivats.
Però el popular relos  Bahnhäusle  amb forma de casa va forçar, pràcticament, la desaparició dels altres dissenys en uns pocs anys.

### 1850 - El rellotge "Bahnhäusle", el disseny del segle de Furtwangen

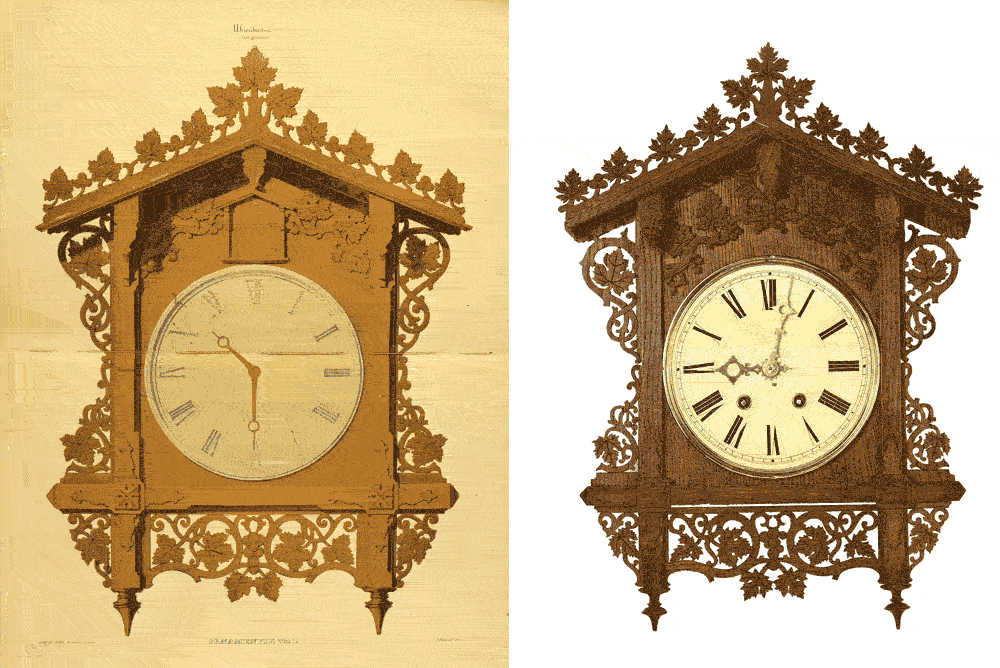
Esquerra: Rellotge Bahnhäusle de Friedrich Eisenlohr, 1850-1851; dreta: Kreuzer, Glatz & Co, Furtwangen, 1853-1854 (Deutsches Uhrenmuseum, Inv. 2003-081).

El setembre de 1850 Robert Gerwig, el primer director de l'Escola de Rellotgers del Gran Ducat de Baden en Furtwangen, va convocar un concurs públic en què feia una crida als artistes alemanys i entesos perquè presentaren dissenys de rellotges que permetés als toscos rellotges de fabricació casolana guanyar una aparença més professional i de major qualitat.
Friedrich Eisenlohr (1805-1854), que com arquitecte va ser responsable del disseny i construcció de les estacions, cases dels guardes, marquesines, etc., Al llarg de la primera línia de ferrocarril de la Vall del Rin, va presentar el disseny més transcendental. Consistia en una caixa quadrada rematada en triangle isòsceles, el que li dona l'aspecte d'una casa amb teulada. Es va inspirar en la façana de les residències dels caps de tren, que ell mateix havia erigit, afegint-li un dial o esfera. El seu «Rellotge de paret decorat amb heures»-en realitat està adornat amb vinyes, no amb eures-com així es refereixen al mateix en un informe manuscrit de l'Escola de Rellotgers del 1851 o 1852, es va convertir en el prototip dels rellotges de cucut d'avui en dia, que coneixen sota el nom de «tradicional» presenten en fusta: fulles de parra tallades, aus, caps de cérvol (tipus "Jagdstück"), altres animals, etc.
Eisenlohr, d'acord amb el moviment romàntic del seu temps, es va inspirar en l'entorn local i en la naturalesa per a la seva creació. A diferència dels rellotges de cucut actuals, la seva caixa de fusta era d'un to clar i sense acolorir, adornada amb un calat pla i simètric.
El disseny de Eisenlohr es va convertir en un èxit immediat perquè el modern "Bahnhäusle" ("estació de tren») encaixava bé amb els gustos decoratius de la creixent burgesia, la qual cosa li va permetre introduir-se en un nou mercat en expansió.
Els primers fabricants de rellotges d'estil "Bahnhäusle" es van desviar del disseny original de Eisenlohr en només un aspecte: obviar el mecanisme del cucut. A diferència d'avui, el rellotge amb forma de petita casa no era sinònim de rellotge de cucut en els primers anys posteriors a 1850. Aquest és un altre indici més que prova que per aquella època el rellotge de cucut no tenia una quota de mercat important.
Caldria esperar fins al desembre de 1854 quan Johann Baptist Beha, el fabricant més conegut de rellotges cucut de la seva època, va vendre dos exemplars amb pintures a l'oli al frontal al comerciant Gordian Hettich de Furtwangen, descrits ambdós com  Bahnhöfle Uhren  (rellotges " estació de ferrocarril "). Més d'un any després, el 20 de gener de 1856, un altre respectat artesà de Furtwangen, Theodor Ketterer, va vendre un a Joseph Ruff de Glasgow (Escòcia, Regne Unit).
Al mateix temps que Beha i Ketterer, otros rellotgers de la Selva Negra van començar a equipar els seus rellotges  Bahnhäusle  amb el mecanisme del cucut per satisfer la ràpida i creixent demanda d'aquest tipus de rellotge. A mitjans de la dècada de 1850 es va iniciar una gran demanda en aquest mercat.
Cap 1860, l'estil "Bahnhäusle" ja havia començat a allunyar-se del sobri disseny original, evolucionant, entre altres models, cap al conegut com "Jagdstück" (literalment peça de caça, creat a Furtwangen el 1861), un rellotge cucut amb fulles de roure tallades en fusta i motius relacionats amb la cacera, com trofeus, escopetes, morral per la pólvora, trompa de caça, cap de cérvol, etc. El rellotge "Bahnhäusle" i les seves diferents versions s'han convertit en un símbol de la Selva Negra fàcilment identificables en qualsevol lloc del món.
El 1862 el prestigiós rellotger Johann Baptist Beha, va començar a utilitzar en els seus rellotges "Bahnhäusle" ricament decorats, agulles tallades en os i peses amb forma de pinya d'avet. Fins i tot avui aquesta combinació d'elements és característica dels rellotges de cucut, si bé les manetes solen fer-se de fusta o plàstic, en el passat també es va emprar cel·luloide blanc en la seva fabricació. Pel que fa a les peses, hi va haver durant aquesta segona meitat del segle xix alguns models que presentaven unes curioses peses fetes en forma de Gnom.
Només deu anys després que Friedrich Eisenlohr inventés l'estil "Bahnhäusle", totes les variacions del rellotge amb forma de casa ja havien arribat a la maduresa.
Encara que també es van fabricar rellotges "Bahnhäusle" i els seus derivats de sobretaula, no van ser tants com les versions per a paret.
El rellotge cucut va triomfar i es va fer mundialment famós després que Friedrich Eisenlohr presentés el 1850 el disseny "Bahnhäusle" al concurs de l'Escola de Rellotgers de Furtwangen.
Encara avui continua sent un dels records preferits pels turistes que visiten Alemanya, Àustria o Suïssa.

### L'estil "Xalet": l'aportació suïssa
L'estil "Xalet" es va originar en les últimes dècades del segle xix a Suïssa, i en aquella època eren molt apreciats com records del país.
Actualment l'estil pot subdividir bàsicament en tres, en funció de les diferents cases tradicionals que representen: xalet de la Selva Negra, xalet suís-amb dos tipus característics: el "Brienz" i el "Emmental" - i xalet de Baviera. És comú trobar en aquest estil diferents automatismes, a més del cucut, com bevedors de cervesa que aixequen les seves gerres, llenyataires tallant troncs, rodes de molí que giren, etc. D'altra banda, molts tenen una caixa de música suïssa-les melodies més populars són "Edelweiss" i "The Happy Wanderer" que sonen alternativament-i figures que ballen, les quals entren en funcionament immediatament després del cant del cucut. Així mateix hi ha alguns rellotges de cucut «tradicionals» amb caixa de música i figures dansaires.

### Dissenys contemporanis
En l'actualitat s'estan fabricant determinats rellotges de cucut inspirats en estils decoratius contemporanis, tant a Alemanya com en altres països, especialment a Itàlia. Aquests rellotges moderns es caracteritzen per un disseny funcionalista, minimalista i esquemàtic.
Un dels models actuals més comuns presenta la silueta del clàssic rellotge de cucut amb cap de cérvol, amb un ocell o el tipus xalet però, en general, sense cap mena de talla en tres dimensions, només una superfície plana amb una obertura, o petita porta, per la qual surt l'au com de costum. Estan pintats normalment de manera monocroma emprant diferents colors com el blanc, el negre, colors cridaners, etc.
Igualment hi ha dissenys avantguardistes amb formes geomètriques, com ara rombes, quadrats, cubs, cercles, rectangles, ovalats, etc., Així mateix sense cap mena de talla, plànols i llisos. N'hi ha pintats en un sol color encara que també n'hi ha policroms amb pintures abstractes o figuratives, formes geomètriques, línies i franges multicolors, etc.
Alguns fabricants ofereixen la possibilitat de personalitzar el rellotge perquè porti el nom d'una empresa, etc.
N'hi ha tant de quars com mecànics.

## Curiositats
Sobre els rellotges de cucut més grans del món, hi ha quatre a la Selva Negra d'Alemanya: a Höllsteig (Breitnau), Niederwasser (Hornberg), Schonach i Schonachbach (prop de Triberg). Al centre del país hi ha un a Gernrode (on també van confeccionar "el rellotge cucut de xocolata més gran del món" el 2006) i finalment a l'oest hi ha dos: a Sankt Goar i Wiesbaden.
A Amèrica s'aixequen quatre, dos als Estats Units, a Frankenmuth (Michigan) i Wilmot (Ohio), els altres dos estan en Eduardo Castex i Villa Carlos Paz, tots dos a l'Argentina.
Finalment en Japó es troba un en Onneyu, a l'illa de Hokkaido. Alguns d'ells figuren en el Llibre Guinness dels rècords.
Pel que fa als rellotges de cucut més grans del món per a interior, el 1986 la desapareguda signatura Dold va tallar un per Chapman's Clock Shop en Douglasville (Geòrgia); una mica menor és el que actualment fabrica la companyia Anton Schneider. El rellotge cucut més petit del món ho fa el fabricant Hubert Herr.

### Museus
Museus on contemplar rellotges de cucut de diferents èpoques, estils i fabricants:
- A Alemanya, l'Uhrenmuseum (Museu Alemany de Rellotges), a Furtwangen (Selva Negra).
- Al Regne Unit, Cuckooland Museum, l'únic museu del món dedicat principalment als rellotges cucut, en Tabley, Cheshire (Anglaterra).

## Fabricants de rellotges de cucut
Alguns fabricants de rellotges cucut de la Selva Negra (excepte Harzer i Lötscher). Per ordre alfabètic:
- Adolf Herr
- Anton Schneider
- August Schwer
- Harzer
- HönesUhren
- Lötscher (fàbrica suïssa)
- Robert Herr
- Rombach und Haas

### Article sobre la història de l'estil Bahnhäusle
- Article (en anglès) del Dr Helmut Kahlert publicat l'octubre de 2001 al butlletí de la NAWCC:
- # The Anniversary of a Grand Design -150 Years of Black Forest Bahnhäusle Clocks (1) Arxivat 2009-02-21 a Wayback Machine.
- # The Anniversary of a Grand Design -150 Years of Black Forest Bahnhäusle Clocks (2) Arxivat 2009-02-21 a Wayback Machine.